# HKU (MTR)
HKU (traditioneel: 香港大學) is een metrostation van de Metro van Hongkong. Het is een halte aan de Island Line.

## Geschiedenis
Het station zou eerst onder Des Voeux Road West gebouwd worden volgens plannen uit 1980. Uiteindelijk is in 2010 begonnen met de bouw van het station en in 2014 was het werk afgerond.
Het station is geopend op 28 december 2014.

## In/Uitgangen
- A1: Pok Fu Lam Road
- A2: The University of Hong Kong
- B1: Whitty Street
- B2: Hill Road
- C1: Pok Fu Lam Road
- C2: Belcher's Street

## Toekomstige plannen
Het is voorgesteld om van HKU Station een overstapstation te maken met de nog te bouwen South Island Line (west). 